# Imad Mughnijja
Imad Mughnijja, znany też jako Hadżdż Radwan (ur. 7 grudnia 1962, zm. 12 lutego 2008 w Damaszku) – Libańczyk, starszy członek Hezbollahu.
Był jednym z założycieli Hezbollahu i szefem jego sekcji bezpieczeństwa. Obarczano go odpowiedzialnością za zorganizowanie zamachu bombowego na amerykańską ambasadę w Bejrucie w 1983, w którym to zamachu zginęło 67 osób. W 1992 stał prawdopodobnie za zamachem bombowym na izraelską ambasadę w Buenos Aires. Zginął w wyniku wybuchu ukrytej w samochodzie bomby. Za zabójstwo Imada Mughnijji oskarżono Mossad.